# Las Łagiewnicki
Las Łagiewnicki – kompleks leśny położony w granicach administracyjnych miasta Łodzi, zajmujący powierzchnię 1205,45 ha. To największy teren rekreacyjny w tym mieście i jeden z największych kompleksów leśnych znajdujących się w granicach miasta w Europie.

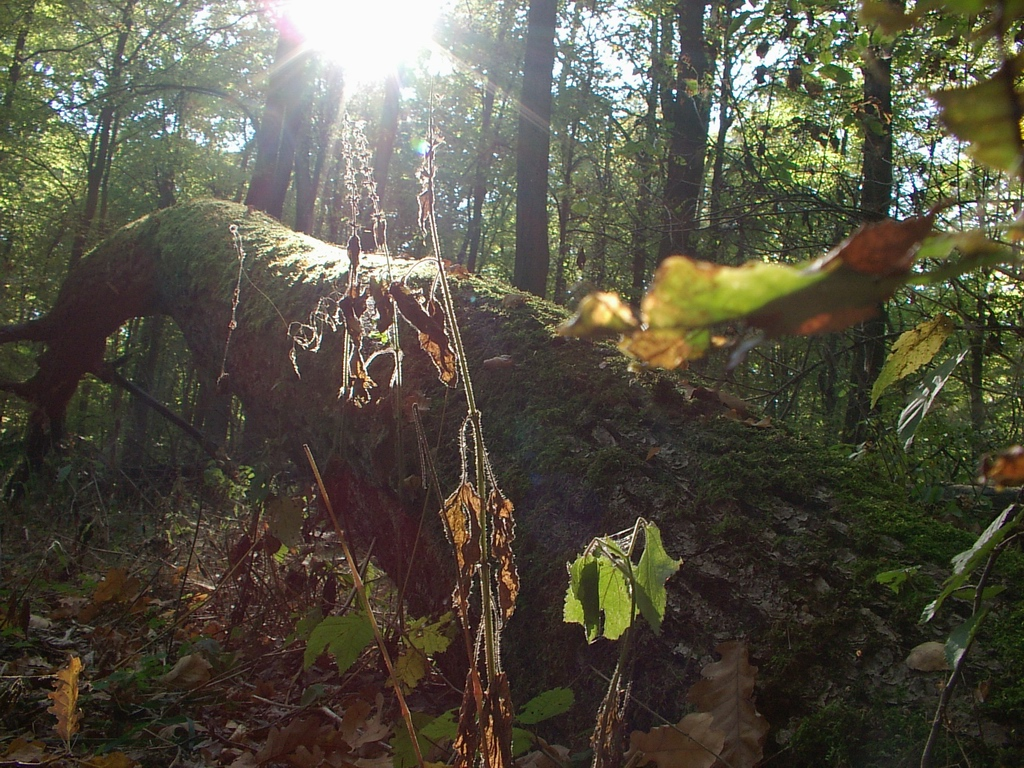
Powalony pień w rezerwacie „Las Łagiewnicki”

## Pochodzenie nazwy i kontekst historyczny
Nazwa lasu pochodzi od osady Łagiewniki powstałej prawdopodobnie już w XI w., pełniącej służebną funkcję wobec grodu w Zgierzu. Nazwa osady z kolei pochodzi od dostarczanych na dwór książęcy łagwi (łągwi), czyli naczyń z drewna i skóry, służących do przechowywania i przenoszenia napojów. W późniejszym czasie wieś stała się własnością szlachecką, m.in. Łagiewnickich, którzy przyjęli nazwisko od nazwy miejscowości (2. poł. XVI w.), Bełdowskich i Żeleskich (w XVII w.), Stokowskich, Karnkowskich, Zawiszów i Zarębów (XVIII–XIX w.), a od 1886 Łagiewniki przeszły w ręce baronostwa Heinzlów – spolszczonych Niemców, którzy na miejscu dawnego dworu wybudowali pałac.
Kilkakrotnie na terenie lasu miały miejsce ważne wydarzenia historyczne. W 1863 stacjonowali tutaj powstańcy pod dowództwem J. Sawickiego, a następnie Józefa Dworzaczka, którego oddziały stoczyły krwawą bitwę pod Dobrą. 18 czerwca 1905 agitatorzy PPS poprowadzili od kaplicy św. Antoniego w stronę Bałuckiego Rynku manifestantów (po paru dniach rozpoczęło się w Łodzi pierwsze w imperium carskim powstanie zbrojne robotników – 22–24 czerwca). W okresie II wojny światowej Las Łagiewnicki był miejscem kilku egzekucji dokonanych przez hitlerowców.

## Położenie i charakterystyka lasu
Las Łagiewnicki położony jest w północno-wschodniej części miasta. Zajmuje obszar 1 205,45 ha. Graniczy z ul. Łagiewnicką od zachodu, sąsiaduje z osadą Rogi i Osiedlem Powstania 1863 r. od południa, z osadami Modrzew, Moskule i Łodzianka od wschodu oraz osadą Skotniki od północy, zbiegając się z granicą administracyjną miasta Łodzi.
Las jako jeden z nielicznych o cechach naturalnych będących pozostałością po dawnej Puszczy Łódzkiej (istniejącej na terenie miasta i wokół niego jeszcze 200 lat temu), charakteryzuje się wyżynnym krajobrazem o zróżnicowanej rzeźbie, której wyniosłości wahają się od 215 do 260 m n.p.m.
Cały kompleks leży w dorzeczu Bzury, która bierze swój początek u podnóża Wzgórz Łagiewnickich. Swoje naturalne źródła miała Bzura na terenach obecnego osiedla willowo-letniskowego Rogi, jednak współcześnie te dawne obszary źródłowe tracą powoli swój pierwotny charakter. Wykształcone niegdyś regularne koryto występuje już od przepustu drogowego pod ul. Strykowską, ale stały przepływ pojawia dopiero poniżej ul. Boruty i rosnąca struga zasila drobne stawiki pomiędzy ul. Boruty i ul. Wycieczkową. Na dalszym odcinku Bzura płynie ku zachodowi, tworząc trzy większe zbiorniki wodne Arturówek. Położone w malowniczej dolinie wśród lasu, dały początek największej w Łodzi bazie rekreacyjno-wypoczynkowej z przystanią kajakowo-wioślarską. Za stawami w Arturówku Bzura zmienia kierunek na północy, w okolicach Marianki przyjmując wody innej rzeczki wchodzącej w skład kompleksu leśnego – Łagiewniczanki (pierwszego prawobrzeżnego dopływu).

## Flora i fauna
Prowadzone przez botaników łódzkich badania szaty roślinnej lasu potwierdziły występowanie 542 gatunków roślin naczyniowych, w tym 101 gatunków drzew i krzewów. Mykolodzy szacują liczbę gatunków grzybów na ok. 1000.
Niemal połowę obszaru zajmują dęby szypułkowe i bezszypułkowe – 42%, sosna zwyczajna 27%, brzoza brodawkowata 20%, świerk pospolity 4%, grab pospolity 3% oraz w dalszej kolejności modrzew, olsza, buk zwyczajny, klon zwyczajny, lipa drobnolistna, jodła pospolita, sosny: czarna, wejmutka, Banksa, daglezja zielona, dąb czerwony, topole: osika i czarna, jesion wyniosły, klony: jawor, polny, srebrzysty, wiązy: szypułkowy, górski, polny, jarzęby: szwedzki, brekinia; robinia akacjowa, brzoza omszona, kasztanowiec zwyczajny, lipa szerokolistna, wierzby, limba. Średni wiek drzewostanu to ok. 80 lat, choć w środkowej i północno-zachodniej części lasu zachowały się dwustuletnie dęby. Do najliczniej występujących krzewów należą czeremcha zwyczajna, kruszyna pospolita, kalina koralowa, szakłak pospolity, jarzębina, leszczyna, bez czarny.
Badania występującej w lesie fauny pozwoliły stwierdzić 500 gatunków owadów (w tym m.in. 21 gatunków motyli), 115 gatunków ptaków, 25 gatunków ssaków, 15 gatunków ryb.

## Ochrona przyrody

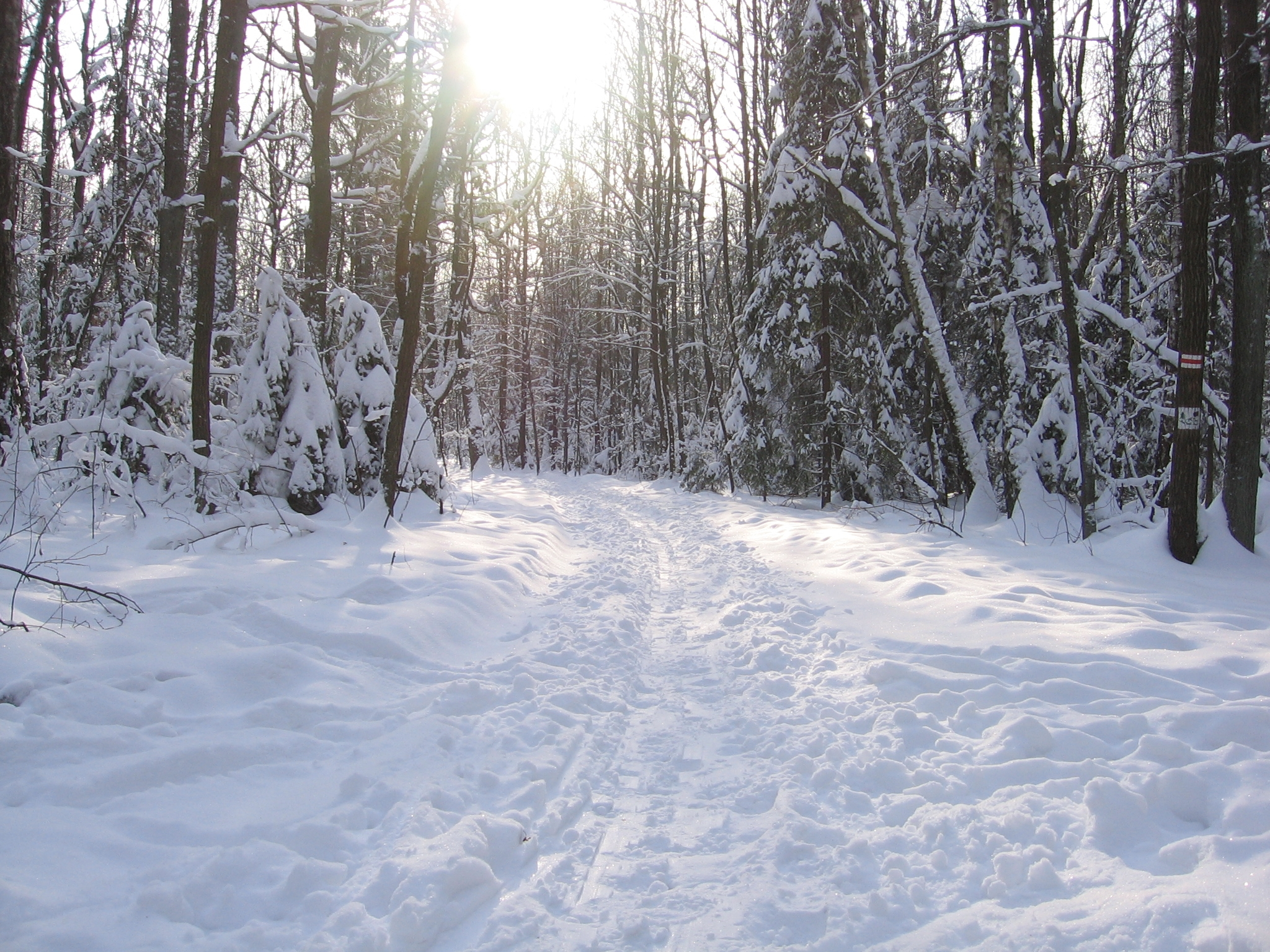
Las Łagiewnicki w zimie

W celu spopularyzowania Lasu Łagiewnickiego, a jednocześnie z myślą o ochronie przed „zadeptaniem”, począwszy od roku 1965 wytyczono wiele szlaków pieszych i rowerowych, ścieżki przyrodniczo-leśne oraz umieszczono w wielu miejscach tablice informujące o walorach i historii danego miejsca.
W 1996 z części lasu utworzono rezerwat przyrody Las Łagiewnicki o powierzchni 69,85 ha. Głównym przedmiotem ochrony jest kompleks naturalnych fitocenoz różnorodnych postaci grądu i dąbrowy świetlistej. 31 grudnia 1996 prawie cały kompleks wszedł w skład Parku Krajobrazowego Wzniesień Łódzkich rozciągającego się pomiędzy Łodzią, Strykowem i Brzezinami.

## Zabytki
- Pałac Ludwika Heinzla
- Klasztor oo. Franciszkanów
- Kapliczki św. Rocha i św. Antoniego
- Cmentarz w Łodzi-Łagiewnikach

- Żółty szlak w Lesie Łagiewnickim
- Niebieski szlak w Lesie Łagiewnickim
- Festiwal Muzyki w Starym Klasztorze
- Łódzki Klub Jeździecki